# Rich Girl
«Rich Girl» (с англ. — «Богачка») ― песня американской певицы и автора песен Гвен Стефани с ее дебютного сольного студийного альбома Love. Angel. Music. Baby. Она была выпущена в качестве второго сингла альбома и добилась коммерческого успеха, войдя в топ-10 в большинстве стран. В США песня получила золотую сертификацию, а также номинацию на премию Грэмми в категории лучшее рэп-исполнение.

## Критика
Песня получила смешанные отзывы от музыкальных критиков. Ричард Смирк из Playlouder назвал ее потенциальным хитом. Джон Мерфи из musicOMH написал положительный отзыв, назвав ее отличной веселой песней, которая превосходит тот мусор, который выходит в наши дни. Лиза Хейнс из BBC Music назвала песню невероятно девчачьей и подходящей для танцев. Чарльз Мервин из журнала Stylus описал ее как облегченную версию «Hey Baby».

Несколько критиков сочли смешным то, что Стефани, которая уже продала 26 миллионов пластинок, в песне мечтает о богатстве. Джон Мерфи из musicOMH нашел довольно странным для Стефани петь эту песню, живя на крупные гонорары от No Doubt и ее супруга, пост-гранж-музыканта Гэвина Россдейла. Энтони Кэрью из Neumu назвал текст песни пресным и отметил: 
Невероятно богатая поп-старлетка задается вопросом, каково это ― быть, э-э, невероятно богатой.
 Журналист газеты Orange County Register Бен Венер сказал Стефани, что песня неискренняя и абсурдная, на что Стефани ответила, что текст был написан еще до того, как она стала знаменитой.

## Видеоклип
Музыкальное видео на песню было снято режиссером Дэвидом Лашапелем в пиратской тематике. Клип был вдохновлен рекламной кампанией Вивьен Вествуд конца 1990-х годов. Он имел успех на музыкальных каналах и дебютировал под номером 9 на MTV Total Request Live 13 декабря 2004 года. Затем пробился на 5-е место, оставаясь в чарте в общей сложности 13 дней. Клип также достиг 4-го места в обратном отсчете MuchMusic, оставаясь в чарте в течение 16 недель. Канал VH1 включил клип под номером 24 в своем рейтинге «40 лучших видео 2005 года».

## Список композиций
| - European CD single 1. "Rich Girl" (album version featuring Eve) – 3:56 2. "What You Waiting For?" (live) – 3:52 - UK and European CD maxi single 1. "Rich Girl" (album version featuring Eve) – 3:56 2. "What You Waiting For?" (live) – 3:52 3. "Harajuku Girls" (live) – 4:36 4. "Rich Girl" (video) – 4:03 | - US 12" single A1. "Rich Girl" (Get Rich Mix) – 4:07 A2. "Rich Girl" (Get Rich Instrumental) – 4:07 B1. "Rich Girl" (Get Rich Quick Mix) – 3:47 B2. "Rich Girl" (Get Rich Quick Instrumental) – 4:07 B3. "Rich Girl" (Acappella) – 3:57 |

## Чарты
| Чарт (2005)                             | Высшая позиция |
| --------------------------------------- | -------------- |
| Австралия (ARIA)                        | 2              |
| Австрия (Ö3 Austria Top 40)             | 10             |
| Бельгия/Фландрия (Ultratop 50)          | 4              |
| Бельгия/Валлония (Ultratop 50)          | 12             |
| Canada (Nielsen SoundScan)              | 12             |
| Canada CHR/Pop Top 30 (Radio & Records) | 1              |
| Croatia (HRT)                           | 1              |
| Дания (Tracklisten)                     | 3              |
| Europe (European Hot 100 Singles)       | 2              |
| Финляндия (Suomen virallinen lista)     | 7              |
| Франция (SNEP)                          | 4              |
| Германия (GfK)                          | 14             |
| Greece (IFPI Greece)                    | 6              |
| Венгрия (Rádiós Top 40)                 | 28             |
| Венгрия (Dance Top 40)                  | 3              |
| Ирландия (IRMA)                         | 2              |
| Италия (FIMI)                           | 7              |
| Нидерланды (Dutch Top 40)               | 3              |
| Нидерланды (Single Top 100)             | 4              |
| Новая Зеландия (Recorded Music NZ)      | 3              |
| Норвегия (VG-lista)                     | 2              |
| Шотландия (OCC Scotland)                | 4              |
| Швеция (Sverigetopplistan)              | 4              |
| Швейцария (Schweizer Hitparade)         | 6              |
| Великобритания (OCC UK Singles)         | 4              |
| Великобритания (OCC UK Hip Hop/R&B)     | 1              |
| США (Billboard Hot 100)                 | 7              |
| США (Billboard Adult Pop Airplay)       | 16             |
| США (Billboard Dance Club Songs)        | 39             |
| США (Billboard Dance/Mix Show Airplay)  | 7              |
| США (Billboard Hot R&B/Hip-Hop Songs)   | 78             |
| США (Billboard Pop Airplay)             | 4              |
| US Pop 100 (Billboard)                  | 3              |
| США (Billboard Rhythmic)                | 27             |

| Чарт (2005)                       | Позиция |
| --------------------------------- | ------- |
| Australia (ARIA)                  | 26      |
| Austria (Ö3 Austria Top 40)       | 65      |
| Belgium (Ultratop 50 Flanders)    | 27      |
| Belgium (Ultratop 50 Wallonia)    | 51      |
| CIS (Tophit)                      | 116     |
| Europe (European Hot 100 Singles) | 33      |
| France (SNEP)                     | 76      |
| Germany (Official German Charts)  | 87      |
| Italy (FIMI)                      | 42      |
| Netherlands (Dutch Top 40)        | 47      |
| Netherlands (Single Top 100)      | 47      |
| New Zealand (Recorded Music NZ)   | 30      |
| Romania (Romanian Top 100)        | 5       |
| Sweden (Sverigetopplistan)        | 16      |
| Switzerland (Schweizer Hitparade) | 45      |
| UK Singles (OCC)                  | 48      |
| US Billboard Hot 100              | 31      |
| US Pop 100 (Billboard)            | 13      |

## Сертификации
| Регион | Сертификация  | Продажи   |
| --- | ------------- | --------- |
| Австралия (ARIA) | Платиновый    | 70 000^   |
| Новая Зеландия (RMNZ) | Золотой       | 5000*     |
| Швеция (GLF) | Золотой       | 10 000^   |
| Великобритания (BPI) | Серебряный    | 281,000   |
| США (RIAA) | 2× Платиновый | 2 000 000 |
| * Данные о продажах приведены только на основе сертификации. · ^ Данные о тиражах приведены только на основе сертификации. · Данные о продажах + прослушиваниях приведены только на основе сертификации. |               |           |